# Límits d'Atterberg
El Límit Atterberg és la mesura bàsica dels continguts d'aigua d'un sòl: el seu límit de consistència, límit plàstic, i límit líquid.
Depenent del seu contingut d'aigua, una porció de terra pot ser en un dels següents quatre estats: sòlid, semisòlid, plàstic i líquid. En cada estat, la consistència i el comportament del terra determinen consegüentment les seves propietats en enginyeria. Així, el llindar entre cada estat es pot definir basant-se en un canvi en el comportament del terra. Els límits d'Atterberg poden usar-se per distingir entre llims i argila, i per distingir entre els seus diferents tipus.
Aquests paràmetres van ser creats per l'investigador suec Albert Mauritz Atterberg (1846-1916) els quals varen ser refinats per Arthur Casagrande posteriorment.

## Proves de laboratori
L'anàlisi dels sòls s'utilitzen a l'avaluació de terres que han de tenir estructures construïdes al damunt. El terra, quan és humit, reté aigua i segons siguin les seves característiques, expandeix el seu volum. La quantitat d'expansió depèn de la capacitat del terra per absorbir aigua i modificar la seva estructura (el tipus dels àtoms que hi són presents). Aquestes proves es fan principalment en mostres de terrenys argilosos i sedimentosos, ja que aquests són els que s'expandeixen i encongeixen a causa del contingut en humitat. Les argiles i els llims reaccionen amb l'aigua i per això canvien la seva dimensió i la resistència a la fractura. Per aquest motiu aquestes proves són utilitzades àmpliament en les etapes preliminars en dissenyar la construcció de qualsevol estructura per assegurar que el terra tindrà la resistència a la fractura necessària i que el canvi de volum, al expandir-se i contraure's amb diferents humitats, no sigui excessiva.

### Límit de contracció
Quan el sòl canvia d'estat semi sòlid a estat sòlid es contrau al perdre humitat. El límit de contracció (LC) és la mínima quantitat d'aigua a partir de la qual les posteriors pèrdues d'humitat no resultarà en més reducció de volum. La prova per determinar el límit de contracció és el D4943 de l'ASTM Internacional (American Society for Testing and Materials, en català, Societat americana per proves i materials, Internacional). El límit de contracció és molt menys utilitzat en general que els límits líquids i plàstics.

### Límit plàstic
Aquest límit determina quan el sòl canvia d'estat semisòlid a estat plàstic. El procediment per l'assaig consisteix a fer rodolar un cilindre de bona qualitat d'un terra sobre una superfície no porosa. El procediment és definit en Estàndard d'ASTM D . Si el terra té un contingut d'humitat que fa que el seu comportament sigui plàstic, aquest corró mantindrà la seva forma fins que tingui un diàmetre molt estret. La mostra llavors pot ser refeta i la prova es fa repetir. Quan la humitat baixi a causa de l'evaporació, el cilindre començarà trencant-se tenint diàmetres més grans.
Per determinar el límit plàstic, ha de poder formar-se, amb una porció de suficient qualitat de sòl, un cilindre d'un diàmetre de 3 mm. Fent rodolar el cilindre amb els dits de la mà sobre una superfície llisa, el sòl és considerat no plàstic si comença a esquerdar-se.

### Límit líquid

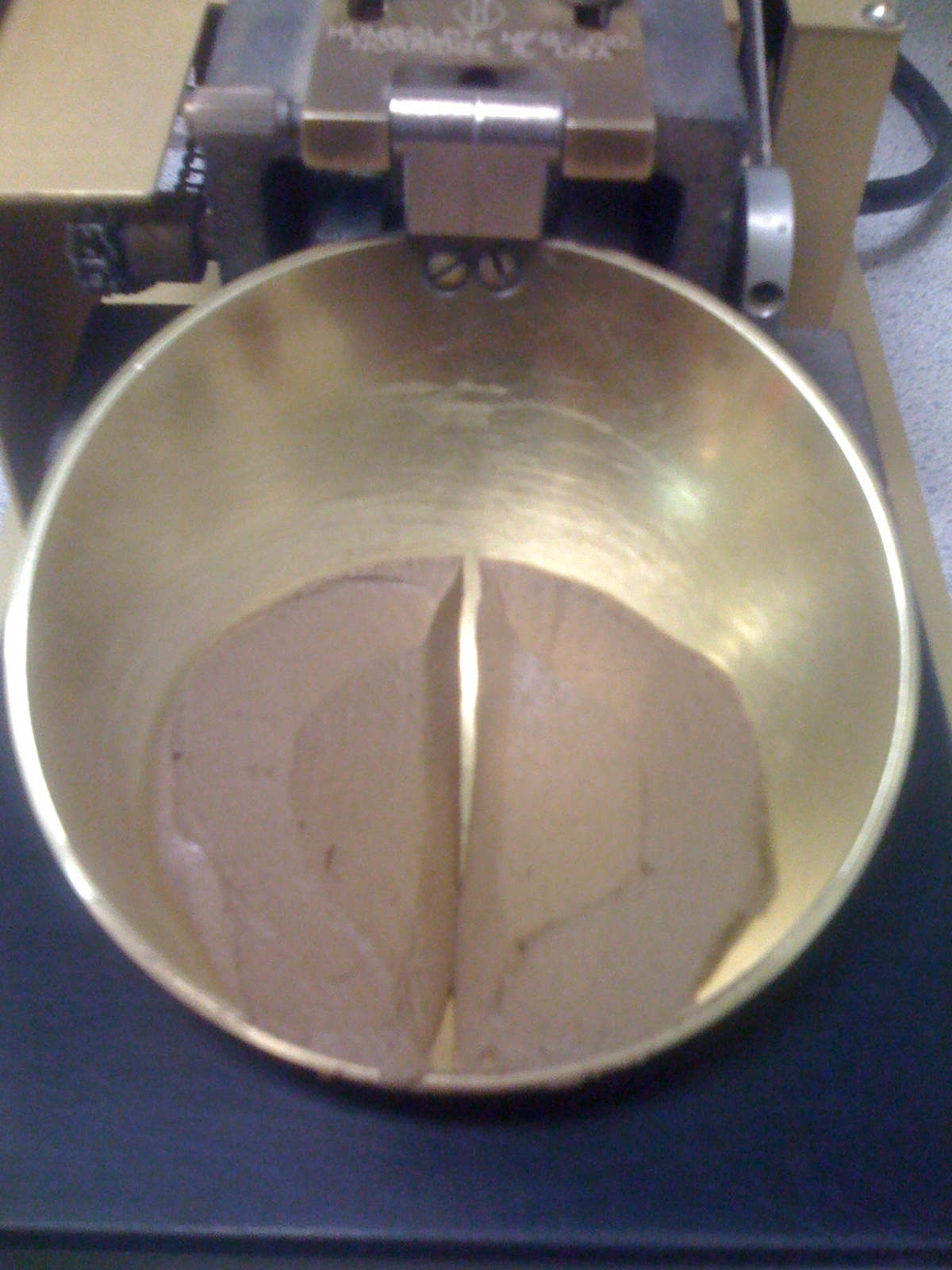
Copa Casagrande en acció

Es considera aquest límit quan el sòl canvia d'estat plàstic a estat líquid; per determinar-lo s'utilitza l'assaig amb la Copa de Casagrande.
El límit líquid (LL) és definit com el contingut d'aigua al qual el comportament d'una porció de sòl canvia d'estat plàstic a líquid. A tenir en compte que la transició de comportament plàstic a líquid és gradual. La definició precisa del límit líquid es basa en procediments de prova estàndard descrits seguidament.
La prova original que va fer Atterberg del límit líquid va ser barrejant una porció d'argila en un bol de porcellana de 10–12 cm de diàmetre. Aquesta porció va ser treta fent un solc a través de l'argila amb una espàtula, i el bol va ser llavors copejat moltes vegades contra el palmell de la mà. Casagrande posteriorment va construir l'aparell i estandarditzar els procediments per fer la mida més repetitiva. La porció de terra es col·loca a la copa de metall del dispositiu i es fa un solc al seu centre amb una eina estandarditzada de 2 mil·límetres d'amplada. La copa és repetidament deixada caure uns 10 mm sobre una base de goma dura a raó de 120 cops per minut, durant el qual el solc es tanca gradualment arran de l'impacte. S'enregistra el número dels cops perquè es tanqui el solc. El contingut d'humitat a la qual pren 25 cops de la copa que causi que la ranura es tanqui, en una longitud de 12,7 mil·límetres, és el límit líquid. La prova es fa normalment en diversos nivells d'humitat, i el contingut d'humitat que requereix 25 cops per tancar el solc s'interpola dels resultats de les proves. Aquesta prova del límit líquid és definida per l'estàndard ASTM D 4318. El mètode de prova també permet fer la prova quan la humitat requereix fer de 20 a 30 cops per tancar el solc; llavors un factor de correcció és aplicat per obtenir el límit líquid del contingut d'humitat.
Una altra forma d'obtenir el límit líquid és emprant el penetròmetre anglès, construït en acer inoxidable amb una longitud de 35 mm, amb un angle d'àpex de 30° amb una massa de 80g incloent el seu eix. Està muntat sobre un suport que li permet lliscar i mantenir-se en posició vertical, mesurant el seu moviment mitjançant una caràtula. L'assaig consisteix a col·locar la punta del con tocant la superfície del sòl contingut en una càpsula, s'allibera de la seva subjecció oprimint un polsador i cau pel seu propi pes, deixant-penetrar en la massa de sòl durant 5 segons; després del que es fixa i es pren la lectura en el mesurador. El límit líquid del sòl es defineix com el contingut d'aigua quan la penetració del con és de 20 mm.

## Límits derivats
Hi ha una relació pròxima entre els límits i les propietats d'un terra, com compressibilitat, permeabilitat i resistències. Això pot ser molt útil perquè mentre la determinació de límit és relativament senzill, és més difícil de determinar aquestes altres propietats. Per això els límits d'Atterberg no són utilitzats únicament per identificar la classificació del terra, ja que també permet l'ús de correlacions empíriques per algunes altres propietats d'enginyeria del sòl.

### Índex de plasticitat
L'índex de plasticitat (PI) és una mesura de la plasticitat d'un terra. L'índex de plasticitat és la mida de la gamma de continguts d'aigua on el terra mostra propietats plàstiques. El PI és la diferència entre el límit líquid i el límit plàstic (PI = LL-PL). Els terres amb uns PI alts tendeixen a ser d'argila; els que són amb uns PI més baixos tendeixen a ser llims, i els que tenen un PI de 0 (no plàstic) tendeixen a tenir poc o gens llims o argila.
Descripcions de terra basats en PI:
- (0) - No plàstic
- (<7) - Lleugerament plàstic
- (7-17) - Mig plàstic
- >17 - Altament plàstic

### Índex de liquiditat
L'índex de liquiditat (LI) és utilitzat per situar el contingut d'aigua natural d'una mostra de terra respecte als límits. Pot ser calculat com a proporció de la diferència entre contingut d'aigua natural, límit plàstic, i límit líquid: LI=(W-PL)/(LL-PL) on W és el contingut d'aigua natural.

### Índex de consistència
L'índex de consistència (CI) indica la consistència (fermesa) d'un terra. Es calcula com CI = (LL-W)/(LL-PL), on W és el contingut d'aigua existent. Quan el sòl és al límit líquid tindrà un índex de consistència de 0, mentre que en ser al límit plàstic, tindrà un índex de consistència d'1.

### Activitat
L'activitat (A) d'un sòl és el PI dividit pel percentatge de partícules que hi són presents amb una mida de menys de 2 μm. Els diferents tipus d'argiles tenen superfícies específiques diferents que controlen quanta aigua cal per canviar un terra d'una fase a un altre o a través del límit líquid o el límit plàstic. De l'activitat, es pot pronosticar el tipus d'argila dominant present en una mostra de terra. Activitat alta significa un gran canvi de volum quan es mulla i gran encongiment quan s'assequi. Els terres amb activitat alta són molt reactius químicament.
Normalment l'activitat d'argila és entre 0,75 i 1,25, i en aquesta gamma l'argila és de tipus normal. És assumit que l'índex de plasticitat és aproximadament igual a la fracció d'argila (A = 1). Quan A és menys de 0,75, es considera inactiva. Quan és més gran que 1,25, es considera activa.